# Рамсарське угіддя

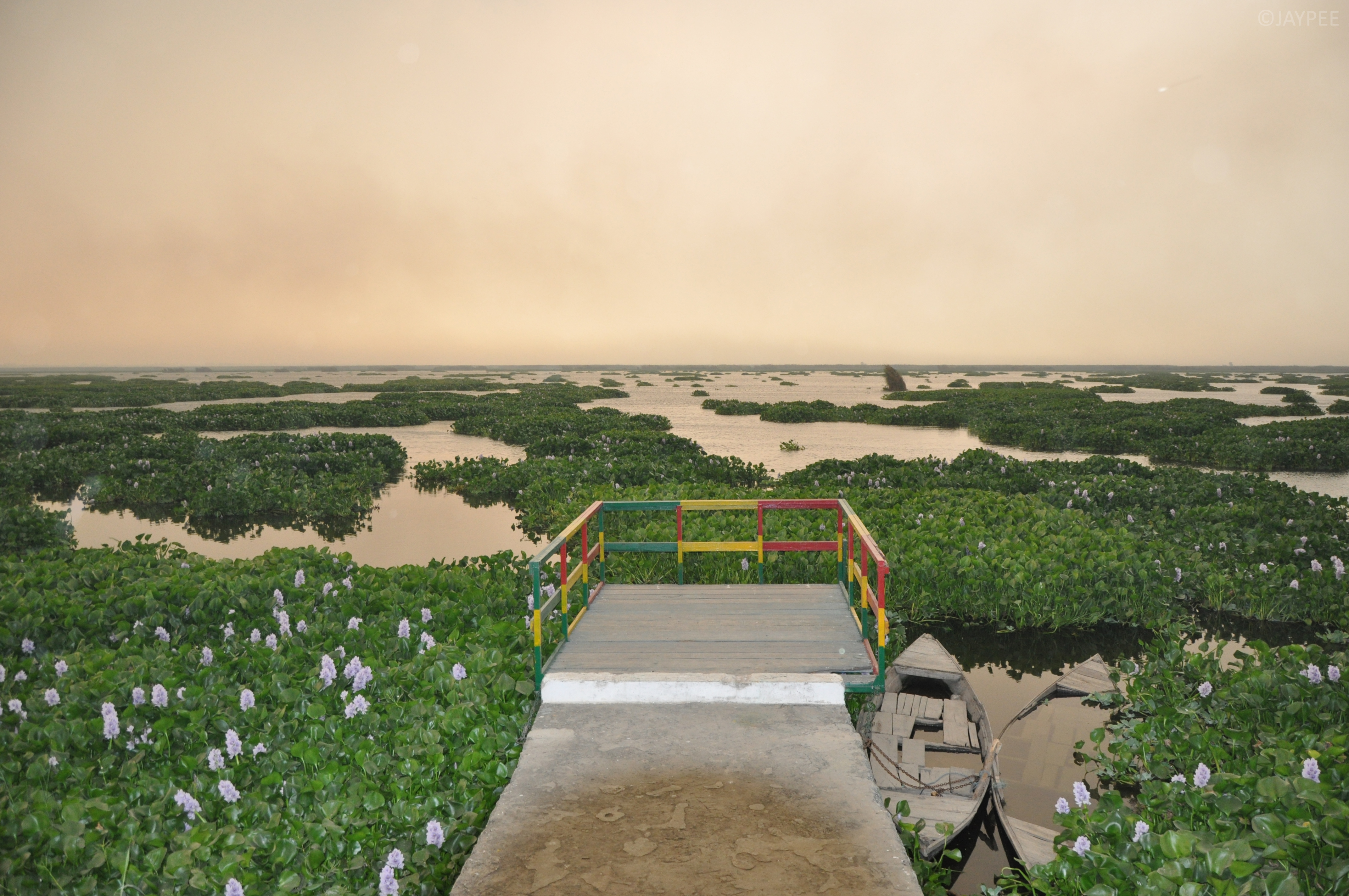
Озеро Харіке (озеро) — Рамсарське водно-болотне угіддя, розташоване в Індії

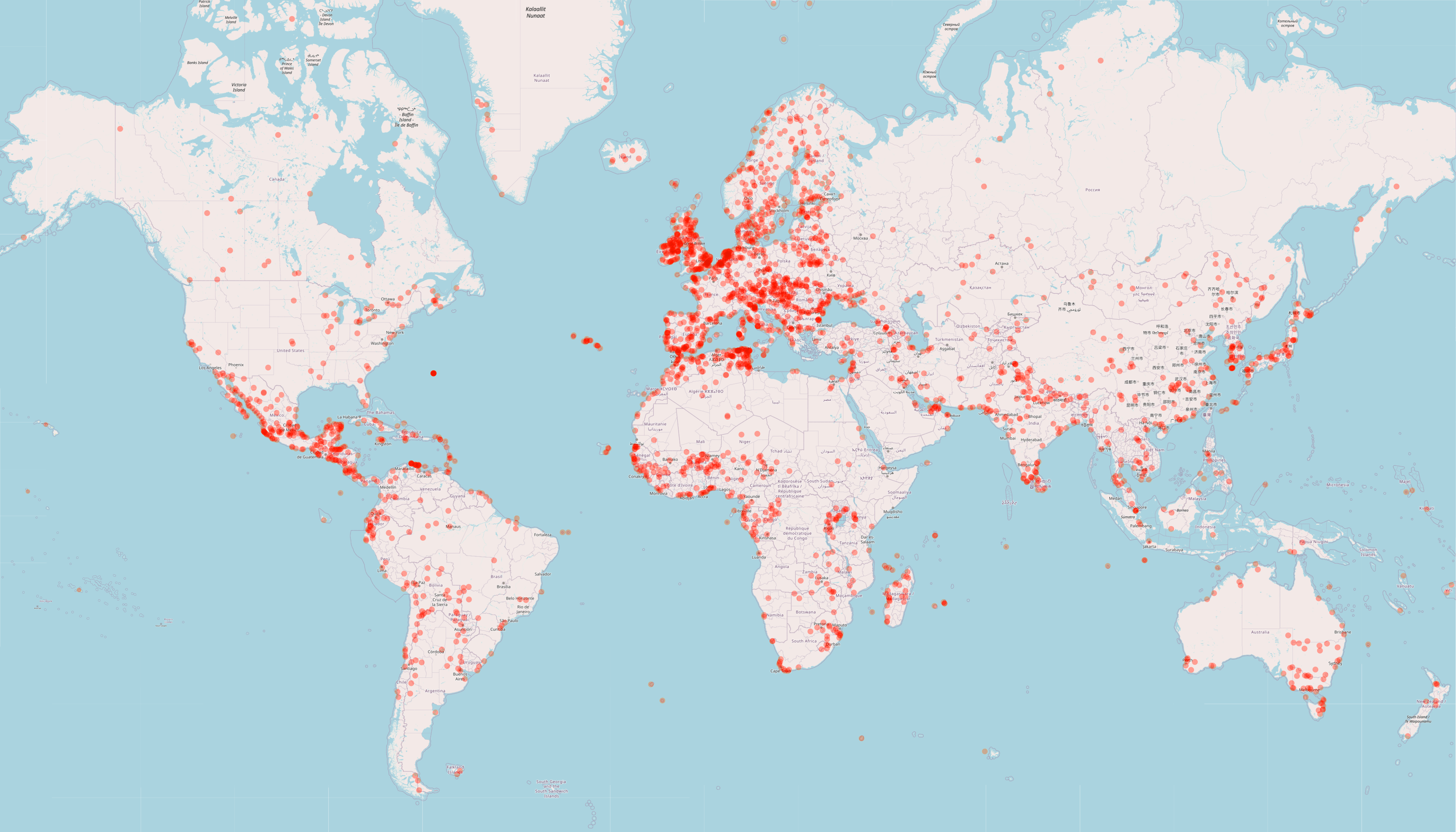
Мапа Рамсарських водно-болотниху угідь

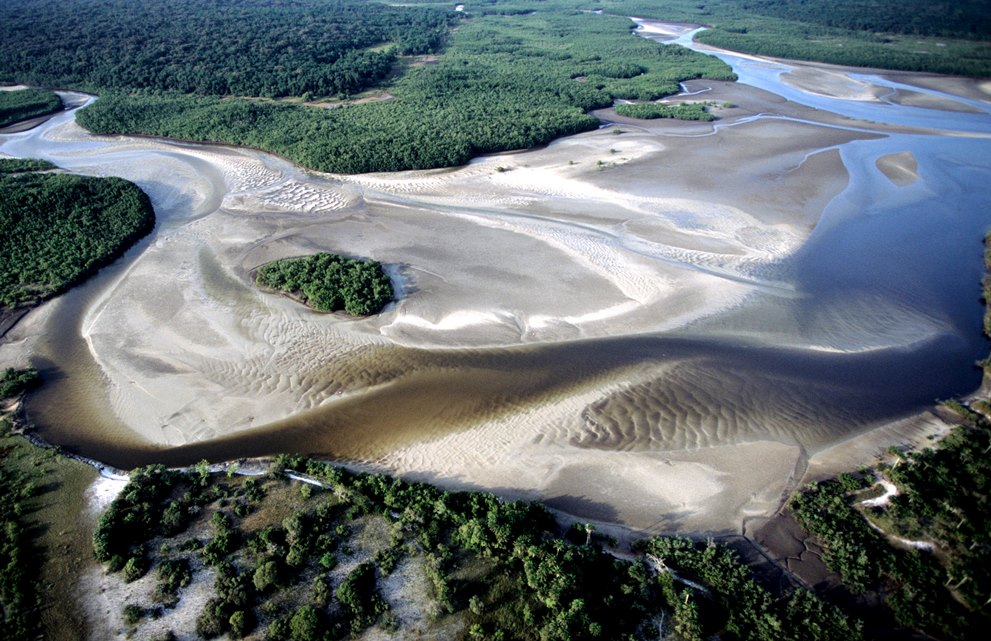
Архіпелаг Біжаґош — Рамсарське водно-болотне угіддя, розташоване в Гвінеї-Біссау

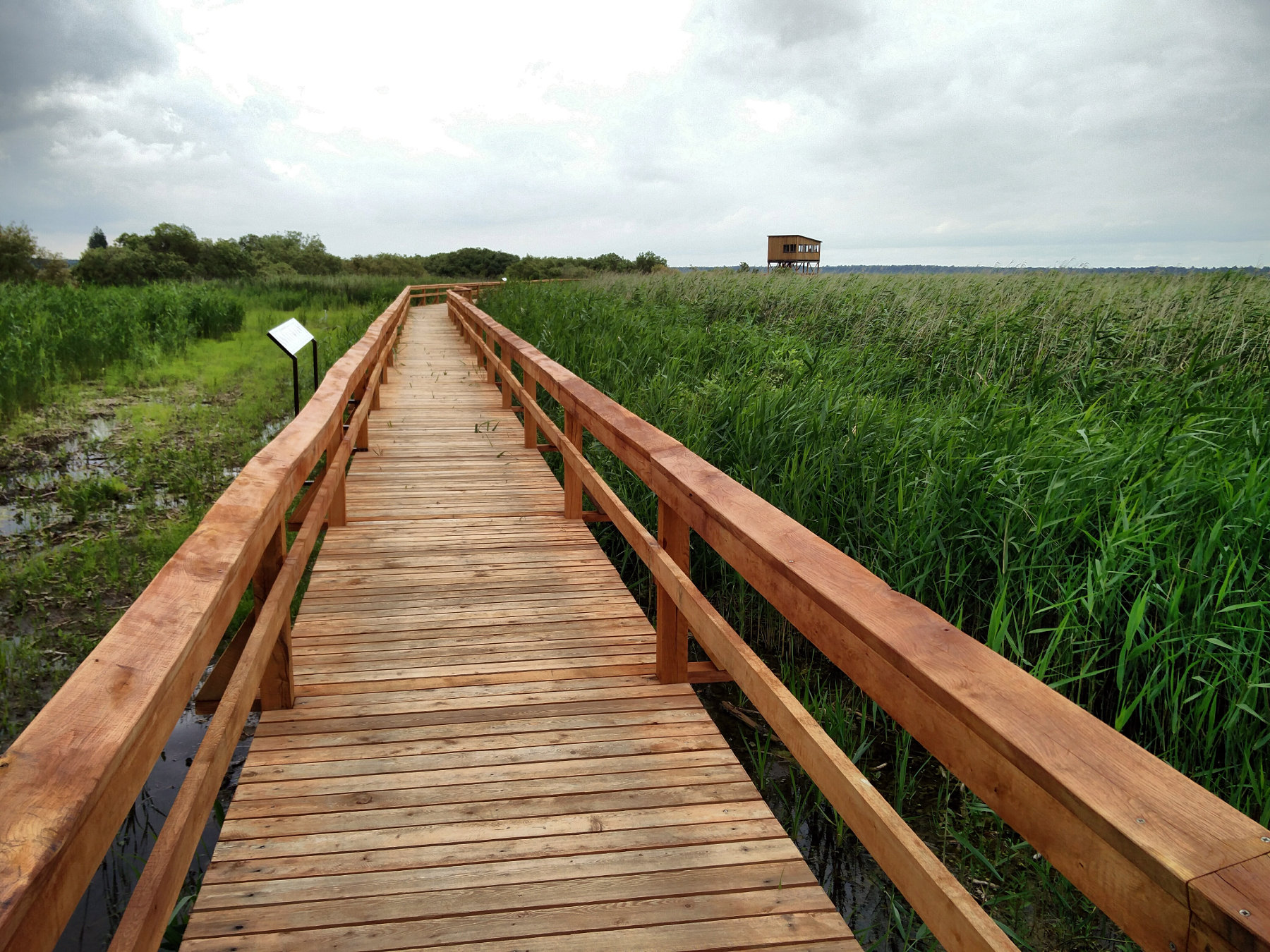
Біосферний заповідник Жувінтас — Рамсарське водно-болотне угіддя, розташоване в Литві

Рамсарське угіддя — це водно-болотне угіддя міжнародного значення відповідно до Рамсарської конвенції, міжнародної екологічної угоди, підписаної 2 лютого 1971 року в іранському місті Рамсар під егідою ЮНЕСКО. Вона набула чинності 21 грудня 1975 року, коли її ратифікувала достатня кількість країн. Конвенція передбачає діяльність національних урядів та міжнародну співпрацю щодо збереження водно-болотних угідь і розумного сталого використання їхніх ресурсів. Рамсарська конвенція визначає водно-болотні угіддя міжнародного значення, особливо ті, що є оселищами водоплавних та коловодних птахів. 
Станом на травень 2025 року, у світі існує 2536 Рамсарських водно-болотних угідь загальною площею 257 989 130 га. До Рамсарської конвенції долучилися 172 країни світу.

## Критерії Рамсарських угідь
Водно-болотне угіддя може вважатися таким, що має міжнародне значення, якщо воно віповідає будь-якому із наступних дев'яти критеріїв:
- Критерій 1: "є прикладом еталонного, рідкісного або унікального для відповідного біогеографічного регіону типу водно-болотних екосистем і знаходиться в природному або близькому до природного стані".
- Критерій 2: "підтримує існування вразливих видів, видів, що зникають або перебувають на межі повного зникнення, або екологічних угруповань, які перебувають під загрозою зникнення".
- Критерій 3: "забезпечує існування популяцій рослин та/або тварин, важливих для підтримки біологічного різноманіття певного біогеографічного регіону".
- Критерій 4: "забезпечує існування видів рослин та/або тварин на критичній стадії їх біологічного циклу, або забезпечує притулок за несприятливих умов".
- Критерій 5: "регулярно підтримує існування не менше 20 000 водно-болотних птахів".
- Критерій 6: "регулярно підтримує існування 1 % особин у популяції будь-якого виду або підвиду водно-болотних птахів".
- Критерій 7: "підтримує існування значної кількості автохтонних підвидів, видів або родин риб, окремих стадій їх біологічного циклу, взаємодії видів та/або популяцій, які є індикаторами екологічної та/або економічної цінності водно-болотного угіддя, і тим самим сприяє глобальному біологічному різноманіттю".
- Критерій 8: "є важливим джерелом їжі для риб, нерестовищем, місцем нагулу молодняка та/або лежить на міграційному шляху, від якого залежать популяції риб всередині водно-болотного угіддя, або поза ним".
- Критерій 9: "регулярно підтримує існування 1 % особин у популяції одного виду або підвиду тварин (за винятком птахів), що мешкають у водно-болотних угіддях".

## Класифікація
Рамсарська система класифікації водно-болотних угідь — це класифікація водно-болотних угідь, розроблена в рамках Рамсарської конвенції як засіб для швидкої ідентифікації основних типів водно-болотних угідь у цілях Конвенції.

### Морські/приморські водно-болотні угіддя
- Солоноводні:
  - Постійні:
    - (A) Постійні морські мілководдя: як правило, глибиною менше 6 м при відпливі; зокрема морські бухти та протоки
    - (B) Морські субліторальні мілководдя та банки; зокрема підводні зарості бурих водоростей, морських трав, тропічні морські луки
    - (C) Коралові рифи

  - Узбережжя:
    - (D) Кам'янисті морські узбережжя; зокрема скелясті прибережні острови та урвища[en]
    - (E) Піщані або галькові узбережжя[en]; зокрема піщані бари, коси та острівці, а також системи дюн та заболочених западин між дюнами;
- Солоноводні або солонуватоводні
  - Лагуни:
    - (J) Прибережні солонувато/солоноводні лагуни

  - Естуарії: 
    - (F) Постійні води естуаріїв і дельт

  - Припливні зони[en]:
    - (G) Літоральні мілини — мулисті, піщані та засолені поверхні
    - (H) Літоральні марші, зокрема солоні приморські болота[en] і солончаки
    - (I) Літоральні лісові водно-болотні угіддя, зокрема мангри
- Солоноводні, солонуватоводні або прісноводні:
  - Підземні: 
    - (Zk(a)) Карстові та інші підземні гідрологічні системи (морські/приморські);
- Прісноводні:
  - Лагуни: 
    - (K) Прибережні прісноводні лагуни, зокрема в дельтах

### Континентальні водно-болотні угіддя
- Прісноводні:
  - Водні потоки:
    - Постійні:
      - Постійні внутрішні річкові дельти[de] (L)
      - Постійні річки/струмки, водоспади (M)
        - Прісноводні джерела, оази (Y)

    - Сезонні/тимчасові річки/струмки/водотоки (N)

  - Озера/плеса:
    - Постійні прісноводні озера площею > 8 га, зокрема великі стариці (O)
    - Постійні прісноводні дрібні водойми, стави площею < 8 га (Tp)
    - Сезонні/тимчасові прісноводні озера площею > 8 га, зокрема заплавні озера (P)
    - Сезонні/тимчасові прісноводні дрібні водойми, стави < 8 га (Ts)

  - Болота на бідних на органічні речовини ґрунтах:
    - Постійні прісноводні болота з напівзануреною трав'янистою рослинністю, заводнені більшу частину вегетаційного періоду (Tp)
    - Постійні/сезонні/тимчасові чагарникові водно-болотні угіддя, зокрема порослі чагарниками заплави, вільшанники, верболози (W)
    - Постійні/сезонні/тимчасові лісові водно-болотні угіддя, зокрема сезонно затоплювані ліси, заболочені ліси[en] (Xf)
    - Сезонні/тимчасові прісноводні заплавні луки, осокові болота (Ts)

  - Торфові болота:
    - Безлісі торфові болота, зокрема чагарникові та відкриті верхові болота, перехідні та низинні торфові болота (U)
    - Лісові торфові болота, торф'яно-болотні ліси[en] (Xp)

  - Альпійські/тундрові водно-болотні угіддя:
    - Альпійські водно-болотні угіддя, зокрема альпійські луки, тимчасові водойми, що виникають від танення снігів (Va)
    - Тундрові водно-болотні угіддя, зокрема дрібні тундрові водойми і тимчасові водойми, що виникають від танення снігів (Vt)
- Солоні, солонуватоводні або лужні:
  - Озера:
    - Постійні солоні/солонуватоводні/лужні озера (Q)
    - Сезонні/тимчасові солоні/солонуватоводні/лужні озера та мілководдя (R)

  - Болота/дрібні водойми:
    - Постійні солоні/солонуватоводні/лужні озера та дрібні водойми (Sp)
    - Сезонні/тимчасові солоні/солонуватоводні/лужні озера та дрібні водойми (Ss)
- Прісні, солоні, солонуватоводні або лужні:
  - Геотермальні[en] водно-болотні угіддя (Zg)
  - Карстові та інші підземні гідрологічні системи (Zk(b))

### Антропогенні водно-болотні угіддя
- (1): Аквакультурні (молюскові та рибні) ставки;
- (2): Ставки (фермерські ставки, водопої, дрібні резервуари для збереження води площею < 8 га);
- (3): Іригаційні системи, зокрема зрошувальні канали та рисові поля;
- (4): Сезонно затоплюванні сільськогосподарські угіддя (луки, пасовища);
- (5): Соляні ставки;
- (6): Водосховища, резервуари для збереження води площею > 8 га;
- (7): Заповнені водою кар'єри;
- (8): Відстійники стічних вод;
- (9):  Канали, дренажні канави;
- (Zk(c)): Карстові та інші підземні гідрологічні системи (антропогенні).